# Manivela

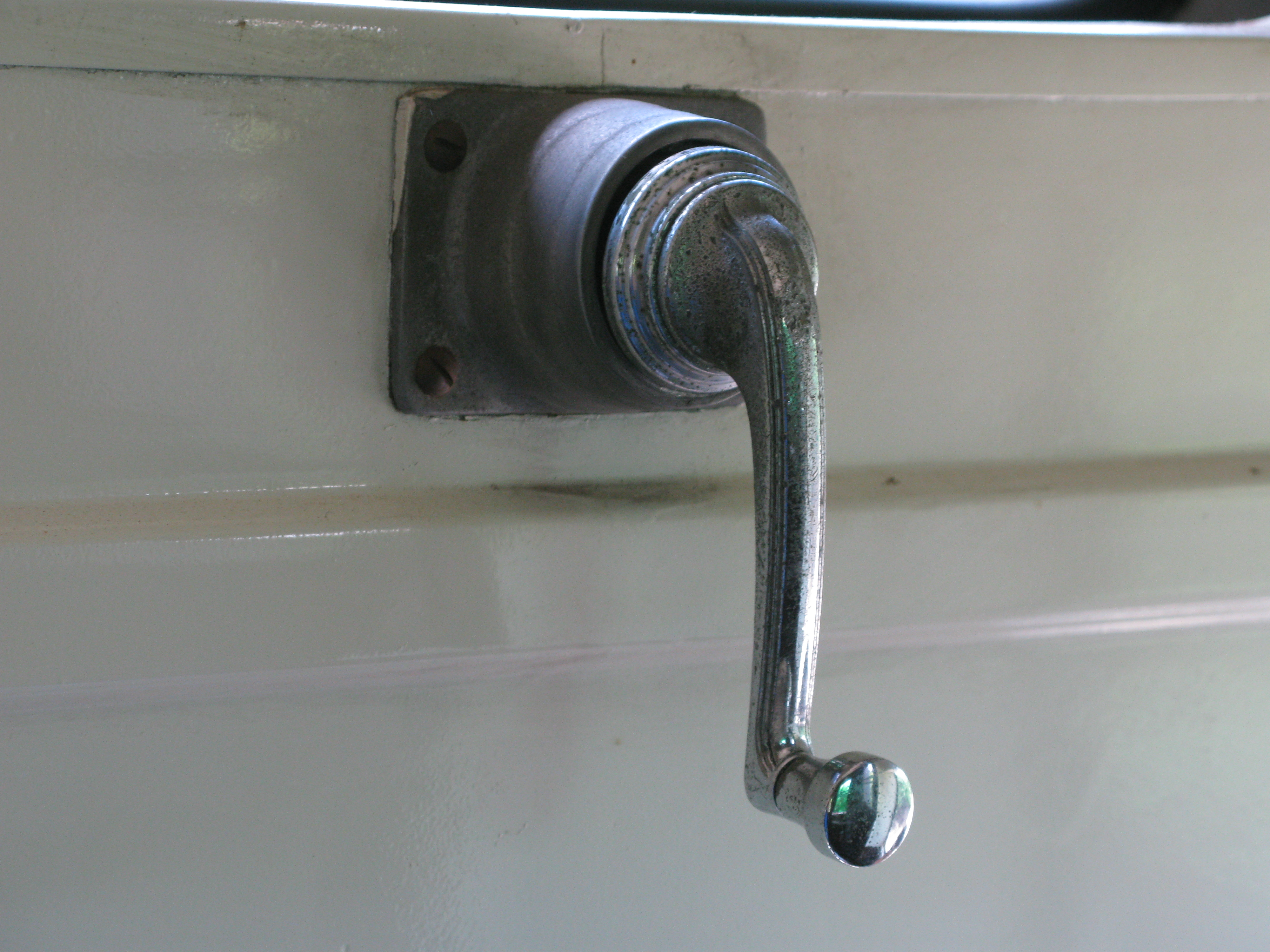
Uma manivela

Uma manivela é um mecanismo formado pela ligação, em ângulo reto, de uma haste rígida a uma peça rotatória (roda, engrenagem ou eixo rotatório). Transforma um movimento linear alternado em movimento circular contínuo, ou vice-versa. Permite que esse movimento circular contínuo seja transformando em alguma ação de outro(s) mecanismos.
É parte componente de cambotas, pistões como os de automóveis e do jugo escocês.